# Зелений вогонь

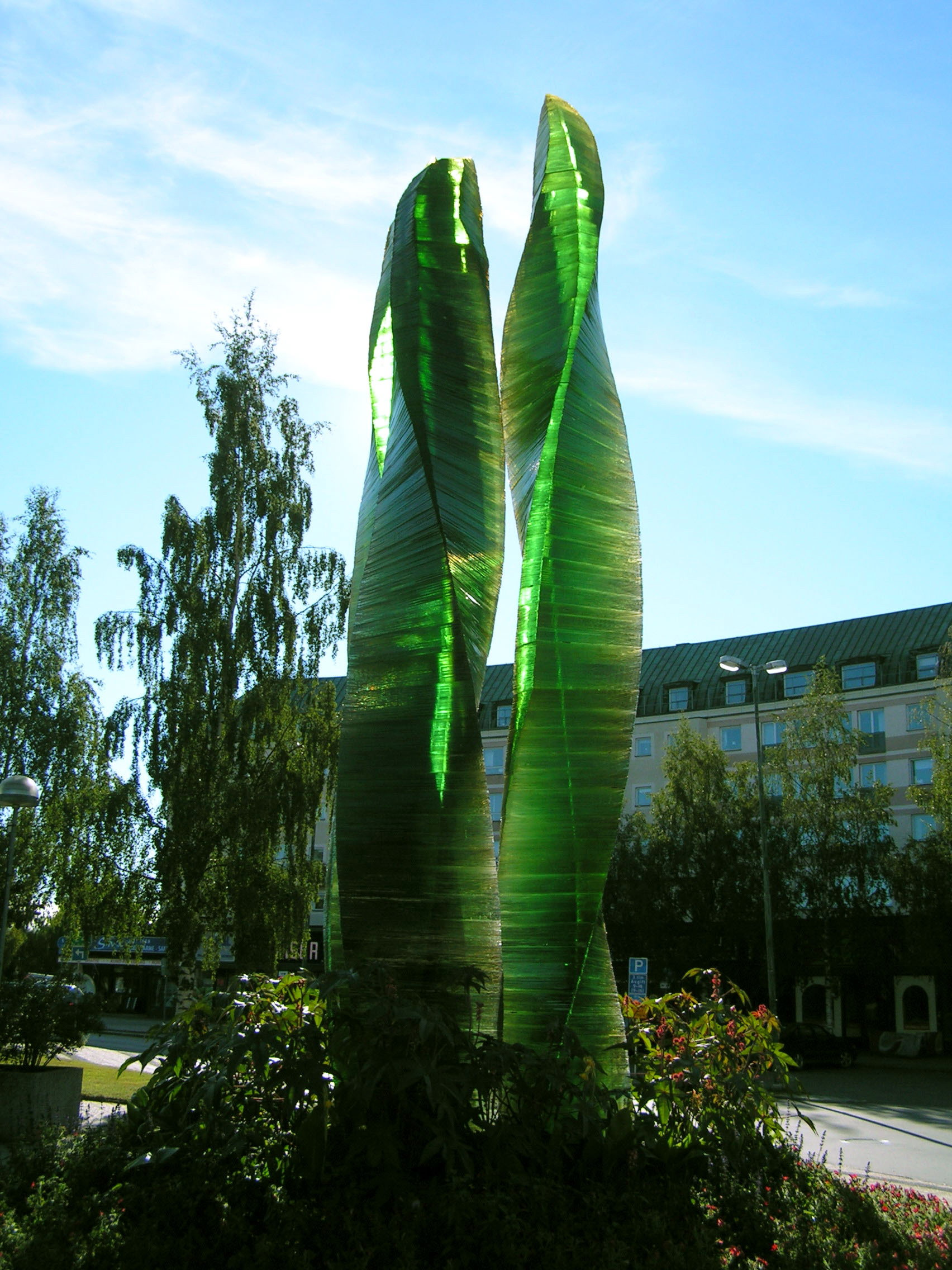
Фотографія «Зеленого вогню» зі сходу

Зелений вогонь (швед. Grön eld) — скляна скульптура авторства Віке Ліндстранда в Жернвегторгеті, що розташована навпроти центрального вокзалу Умео в Умео, Швеція. Це дев'ятиметрова найвища скляна скульптура в світі на момент свого відкриття в 1970 році.

## Історія
Свен Уоландер, керівник HSB, замовив скульптуру після того, як він побачив скляну скульптуру Prisma Віке Ліндстранда в Норчепінгу. HSB пожертвував Зелений вогонь муніципалітету Умео, який заплатив за основу.
Леннарт Юханссон, який зібрав скульптуру в 1970 році, повідомив пресі в грудні 2013 року, що він сховав образ Мао Цзедуна в одному із скляних вогнів скульптури.

## Скульптура
Зелений вогонь складається з трьох кручених скляних колон, які стають тоншими у верхній частині. Скляні стовпи виготовлені з девяціміліметрової тонкої пластини зі скла, зробленого Emmaboda glasverk в Швеції. Скляні частини склеюються епоксидним клеєм, щоб впоратися з суворим кліматом. Дев'ятиметрова скульптура важить 45 тонн і стоїть на важкому бетонному постаменті.